# Örjan Ouchterlony
Örjan Thomas Gunnarson Ouchterlony (* 14. Januar 1914 in Stockholm; † 25. Dezember 2004) war ein schwedischer Arzt und Bakteriologe.

## Leben und Wirken
Ouchterlony absolvierte sein Medizinstudium bis 1942 am Karolinska-Institut. Anschließend war er am staatlichen Labor für Bakteriologie (Statens Bakteriologiska Laboratorium) tätig, unterbrochen von einem Aufenthalt am bei Jacques Oudin am Institut Pasteur. 1949 wurde er mit einer Arbeit über die Diagnostik der Diphtherie promoviert. Ab 1952 war er Professor für Bakteriologie an der Universität Göteborg. Neben Gastaufenthalten an der Harvard Medical School und dem Massachusetts General Hospital (1954) und der University of Montana (1972), war Ouchterlony auch an Laboratorien in Entwicklungsländern tätig (Hyderabad, 1959, Dacca, 1968, Mwanza, 1985). 1980 wurde er emeritiert.
Er entwickelte den nach ihm benannten zweidimensionalen Immundiffusionstest (Ouchterlony-Test) zur immunologischen Identifizierung von Antigenen.
Im Jahr 1961 erhielt Ouchterlony den Paul-Ehrlich-und-Ludwig-Darmstaedter-Preis. Er war Mitglied der Königlichen Gesellschaft der Wissenschaften in Uppsala (1960), der Königlich Schwedischen Akademie der Wissenschaften (1968) und der Deutschen Akademie der Naturforscher Leopoldina (1971).
Ouchterlony war ab 1942 mit Marianne Schröder verheiratet. Das Paar hatte sechs Söhne.

## Veröffentlichungen (Auswahl)
- Ö. Ouchterlony: Antigen-antibody reactions in gels. In: Acta pathologica et microbiologica Scandinavica. Band 26, Nummer 4, 1949, S. 507–515, ISSN 0365-5555. PMID 18143039.
- Ö. Ouchterlony: In vitro method for testing the toxin-producing capacity of diphtheria bacteria. In: Acta pathologica et microbiologica Scandinavica. Band 26, Nummer 4, 1949, S. 516–524, ISSN 0365-5555. PMID 18143040.
- Ö. Ouchterlony: An in-vitro test of the toxin-producing capacity of Corynebacterium diphtheriae. In: Lancet. Band 1, Nummer 6548, Februar 1949, S. 346–348, ISSN 0140-6736. PMID 18112617.
- Ö. Ouchterlony, H. Ericsson, C. Neumuller: Immunological analysis of diphtheria antigens by the gel diffusion method. In: Acta medica Scandinavica. Band 138, Nummer 1, 1950, S. 76–79, ISSN 0001-6101. PMID 15432145.
- Ö. Ouchterlony: Antigen-antibody reactions in gels. IV. Types of reactions in coordinated systems of diffusion. In: Acta pathologica et microbiologica Scandinavica. Band 32, Nummer 2, 1953, S. 230–240, ISSN 0365-5555. PMID 13079779.
- Ö. Ouchterlony: Diffusion-in-gel methods for immunological analysis. II. In: Progress in allergy. Band 6, 1962, S. 30–154, ISSN 0079-6034. PMID 14482809.
- Ö. Ouchterlony: Handbook of immunodiffusion and immunoelectrophoresis. Ann Arbor Science Publishers, Ann Arbor, 1968.
- Ö. Ouchterlony, J. Holmgren (Hrsg.): Cholera and related diarrheas: molecular aspects of a global health problem. 43. Nobel-Symposium 1978. Karger, Basel 1980, ISBN 3-8055-3060-9.